# Radiomonopol
Radiomonopol, är en serie av 101 satiriska radiorevyer sända i Sveriges Radio P3 12 januari 1970 till 30 maj 1975 på initiativ av ljudradiochefen i Göteborg Hasse Linder. Bakom serien stod de av Torbjörn Winsnes 1968 sammanförda författarna Lars Edvard Larsson, Håkan Sandblad och Thomas Kinding vilka även medverkade i olika uppgifter, samt skådespelaren Göran Stangertz, ankare med många röster och temperament. Starkt bidragande till framgången var de kreativa ljudteknikerna, av vilka den i mängder av program verksamme Michael Bergek särskilt bör nämnas. 
Att programmet sändes som ett avbrott i det populära önskeprogrammet Ring så spelar vi! saknade inte heller betydelse för publiksiffrorna. Uppmärksamheten fästes särskilt vid programmet sedan man fått tillfälle att sända en av ljudteknikern Lasse Svensson tillvaratagen inspelning av finansminister Gunnar Sträng sjungande Internationalen. Ett urval av sånger och sketcher utgavs år 1975 på LP:n Radiomonopol; den fria konkurrensens röst, MNW 3 L (Musiknätet Waxholm).                    
Programserien avlöstes av radiopjäser av samma författare/medverkande i Radioteatern i Sveriges Radio P1. I Radioteatern sändes emellertid 21 pjäser, Radiomonopolteatern, i vilka även skådespelerskan Inger Hayman ständigt medverkade och bland andra Kent Andersson och Tomas von Brömssen gästspelade. 
År 1981 under Larssons och Stangertz frånvaro för forskning resp. filminspelning gjordes fyra fristående tv-pjäser i TV1, TV-monopolteatern ("Glada tragedier") i regi av Lars Forsberg med bland andra Frej Lindqvist, Håkan Serner, Gösta Prüzelius, Anders Linder, Philip Zandén, Bergljót Árnadóttir, Ulla Akselson och Kent Andersson i rollerna.